# Un drôle de paroissien
Pour plus de détails, voir Fiche technique et Distribution.
Un drôle de paroissien est un film français, réalisé par Jean-Pierre Mocky, sorti en 1963.

## Synopsis
Très croyant voire bigot, Georges Lachaunaye appartient à une vieille famille aristocratique désargentée pour laquelle il n'est pas imaginable d'exercer un travail. Il faut cependant bien se nourrir. 
À court d'idées, il se rend dans une église, où il adresse une supplique à Dieu. Il pense alors voir dans le geste d'une paroissienne une réponse. C'est l'église qui va le nourrir, ainsi que sa famille, puisqu'il usera de différents stratagèmes pour piller les troncs d'église.

## Fiche technique
- Titre original : Un drôle de paroissien
- Variante du titre français : Deo gratias (litt. Loué soit Dieu)
- Réalisation : Jean-Pierre Mocky
  - Assistance réalisation : Luc Andrieux, Georges Sénéchal, Francis Girod
- Scénario, adaptation et dialogues : Jean-Pierre Mocky, Michel Servin et Alain Moury, d'après le roman Deo gratias de Michel Servin.
- Musique : Joseph Kosma
- Photographie : Léonce-Henri Burel
- Son : René Sarazin, assisté de Jean Bareille
- Décors : Pierre Tyberghein, assisté de Jacques Brizzio
- Montage : Marguerite Renoir, assistée de Raymonde Guyot
- Régie : Margot Capelier, Suzanne Wiesenfeld
- Photographe de plateau : Roger Forster
- Affiche : Vaissier, Clément Hurel
- Production déléguée : Henri Diamant-Berger et Jérôme Goulven
- Directeur de production : Ludmilla Goulian, Paul Laffargue
- Sociétés de production : Le Film d'art, Atica, Corflor
- Société de distribution : Société nouvelle de cinématographie (SNC)
- Pays de production :  France
- Langue originale : français
- Format : noir et blanc avec une séquence en couleur de 2 min 26 s (cauchemar) — 35 mm — 1,37:1 — son mono
- Genre : comédie
- Durée : 80 minutes
- Dates de sortie :
  - Allemagne de l'Ouest : juin 1963 (Berlinale)
  - France : 28 août 1963

## Distribution
- Bourvil : Georges Lachaunaye
- Francis Blanche : inspecteur Cucherat
- Jean Poiret : Raoul
- Jean Yonnel : Mattieu Lachaunaye
- Jean Tissier : inspecteur Bridoux
- Véronique Nordey : Françoise Lachaunaye
- Bernard Lavalette : préfet de police
- Marcel Pérès : inspecteur-chef Raillargaud
- Jean Galland : supérieur du collège
- Solange Certain : Juliette Lachaunaye
- Denise Péronne : Claire Lachaunaye
- Roger Legris : sacristain de Saint-Étienne du Mont
- Guy Denancy : curé de Saint-Étienne du Mont
- Richard Francœur : Le père qui a mal aux dents
- Rudy Lenoir : inspecteur Quiqueville
- Max Desrau : l'ecclésiastique à la statue Ste-Cécile
- Jean-Claude Rémoleux : inspecteur Bartin
- Mohamed Jamoussi : le sacristain fermant l'église à clé
- Albert Michel : sacristain au caramel mou
- Gloria France : patronne café avec flipper
- Lucienne Dutertre : épicière (mère de Juliette)
- Gérard Hoffmann : pilleur de troncs borgne
- Claude Mansard : épicier (père de Juliette)

Non crédités
- Luc Andrieux : clochard au landau
- Willy Braque : le domestique Albert
- Adrien Cayla-Legrand : un inspecteur
- Jo Charrier : inspecteur devant surveiller Raoul
- Philippe Dehesdin : le voleur de sacs à main
- Pierre Durou : sacristain mécontent
- Jean-Pierre Mocky : clochard au landau
- Annick Tanguy : la dame du confessionnal
- Dominique Zardi : second clochard aux grilles
- André Chanu
- Jacques Denoël
- Michel Nastorg :

## Production

### Choix des interprètes
Dans une entrevue d'Arte datant de 2014, Mocky explique qu'il voulait confier le rôle principal à Fernandel. Celui-ci a refusé parce que les Don Camillo l'avaient lassé des églises. Jean Gabin (associé de Fernandel dans la société de production Gafer qu'ils ont co-fondée), lui conseilla alors de prendre Bourvil. Celui-ci lut le scénario dans l'heure et accepta immédiatement. Mocky n'ayant pas de quoi lui verser un salaire fixe à l'engagement, Bourvil proposa de travailler au pourcentage. Le film fut un succès (près de 2,4 millions d'entrées) et, au lieu des 60 000 francs de fixe, il en gagnera 600 000.
Dans une autre entrevue, il explique que c'était Louis de Funès qui était pressenti pour incarner le rôle de l'inspecteur Cucherat. Mais pour des raisons financières, il fut finalement remplacé par Francis Blanche.

### Tournage
Lors d'une émission des Grosses Têtes, Jean-Pierre Mocky a confié qu'il avait obtenu les autorisations nécessaires au tournage de ce film en menaçant de réaliser un film sur l'affaire Guy Desnoyers.
Le film est tourné à Paris, durant le mois de mars 1963 : 
- dans les studios de Paris Studios Cinéma et pour les extérieurs :
- Paris 15e : Square Adolphe-Chérioux, station de métro Vaugirard
- Paris 1er : 36 quai des Orfèvres,

ainsi que dans une vingtaine d'églises de Paris, dont 
- Paris 4e : la  cathédrale Notre-Dame et le parvis
- Paris 5e : l'église Saint-Étienne-du-Mont
- Paris 8e : l'église de la Madeleine
- Paris 10e : l'église Saint-Vincent-de-Paul
- Paris 18e : la basilique du Sacré-Cœur
- Paris 20e : l'église Notre-Dame-de-la-Croix de Ménilmontant

Le film est en noir et blanc, cependant, la scène de rêve de Bourvil est en couleurs. Dans l'entrevue d'Arte, Mocky explique que cette scène fut tournée après coup et ajoutée pour allonger le film de 1 h 19 à 1 h 23, afin de s'approcher du format minimum de 1 h 30 demandé par les exploitants de salles de l'époque.

## Accueil
Dans ses mémoires, le producteur Henri Diamant-Berger affirma que le succès considérable et inattendu du film en prolongea d'autant l'exploitation en salles, repoussant de plusieurs semaines la sortie d'une ambitieuse production américaine avec Elizabeth Taylor et Richard Burton pourtant spécialement  venus en faire la promotion à Paris (probablement Hôtel international (The V.I.P.s ou International Hotel) qui fit finalement bien moins d'entrées).